# نانتسدیتشوایلر
نانتسدیتشوایلر (به آلمانی: Nanzdietschweiler) یک شهر در آلمان است که در گلان-مونشوایلر (فرباندسگماینده) واقع شده‌است. نانتسدیتشوایلر ۱٬۲۵۶ نفر جمعیت دارد.